# Buonadonna
Buonadonna  è un nome proprio di persona italiano femminile. 

## Varianti
- Femminili: Bonadonna[1]

## Origine e diffusione

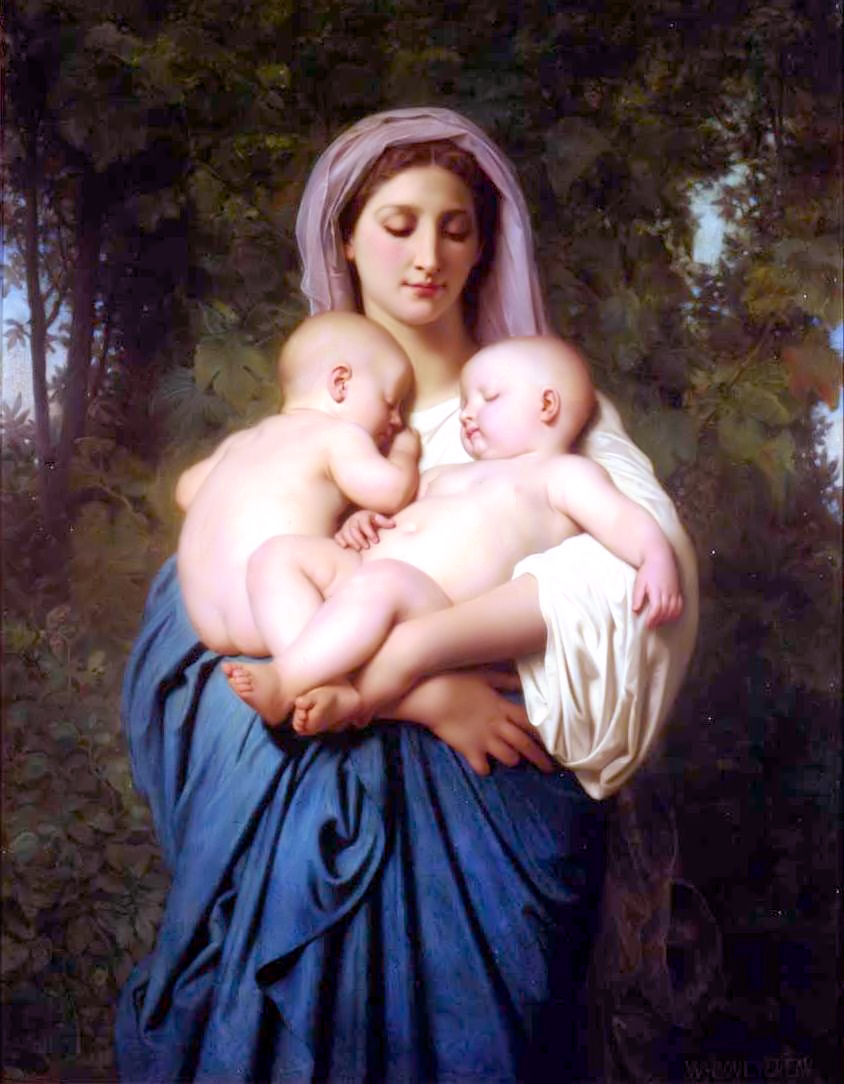
Una donna come allegoria della carità, dipinta da William-Adolphe Bouguereau

Continua il nome medievale Bonadonna che, nell'ambito dei nomi beneaugurali, assume il significato di "buona donna", "donna di indole buona". Ha due corrispondenti maschili, Bonomo e Omobono. 
Oramai desueto (anche se sopravvive come cognome), il nome si diffuse per lo più in epoca pre-moderna, in virtù del suo chiaro valore augurale, in maniera simile al nome Bona, anch'esso in uso in tempi antichi.

## Onomastico
L'onomastico viene festeggiato il 28 aprile in ricordo della beata Buonadonna, terziaria francescana assieme al marito Lucchese.